# Cliff Lyons

a Compétitions nationales et continentales officielles uniquement.

b Matchs officiels uniquement.
Cliff Lyons, né le 19 octobre 1961 à Narrandera (Australie), est un joueur de rugby à XIII australien évoluant au poste de troisième ligne ou de demi d'ouverture. Après des débuts à North Sydney en 1985 et des piges durant les intersaisons australiennes en Angleterre à Leeds et Sheffield, c'est avec Manly-Warringahque Lyons effectue la majeure partie de sa carrière sportive entre 1986 et 1999. Avec Manly, Cliff Lyons est considéré comme l'un des meilleurs joueurs des annéesx 1980 et 1990 dans le Championnat de Nouvelle-Galles du Sud  puis l'Australian Rugby League, il remporte le Championnat en 1987 et 1996. Il y est élu meilleur joueur du Championnat en 1990 et 1994, ainsi que meilleur joueur de la finale en 1987.
Parallèlement, il participe au State of Origin avec l'équipe de Nouvelle-Galles du Sud sans parvenir au succès, mais côtoie l'équipe d'Australie avec laquelle il est vainqueur de la  Coupe du monde en 1992

## Palmarès
- Collectif :
  - Vainqueur de la Coupe du monde : 1992 (Australie).
  - Vainqueur du Championnat de Nouvelle-Galles du Sud : 1987 (Manly-Warringah).
  - Vainqueur de l'Australian Rugby League : 1996 (Manly-Warringah).
  - Vainqueur de l'Australian Rugby League : 1995 et 1997 (Manly-Warringah).

- Individuel : 
  - Élu meilleur joueur du Championnat de Nouvelle-Galles du Sud  : 1990 et 1994 (Manly-Warringah)
  - Élu meilleur joueur de la finale du Championnat de Nouvelle-Galles du Sud  : 1987 (Manly-Warringah)